# Илемня
Иле́мня (укр. Ілемня) — село в Выгодской поселковой общине Калушского района Ивано-Франковской области Украины.
Население по переписи 2001 года составляло 1456 человек. Занимает площадь 37,7 км². Почтовый индекс — 77650. Телефонный код — 03474.